# Тантал самородний
Тантал самородний (рос. тантал самородный; англ. native tantalum; нім. gediegenes Tantal n) — мінерал, самородний тантал. Сингонія кубічна. Гексоктаедричний вид. Густина 16,6. Твердість 6-7. Колір сірувато-жовтий. Блиск сильний, металічний. Відомі поодинокі знахідки при промивці золота.